# Emma de Altdorf
Emma de Altdorf, también conocida como Hemma (803 - 31 de enero de 876) fue la esposa de Luis el Germánico, y por lo tanto reina de Francia Orientalis.
Su padre fue Welf, conde de Altdorf (fundador de la Casa de Welf) y su madre fue Heilwig de Sajonia (ca. 775-833), la hija del conde Isembart. Era hermana de Judith de Baviera, quien fue la segunda esposa del Emperador Ludovico Pío, y por ese matrimonio Reina y Emperatriz de los Francos.
En el año 827, Emma se casó en Ratisbona con Luis, el segundo hijo del Emperador Ludovico Pío e hijastro de su hermana Judith. Por lo tanto, desde ese año hasta 843 fue reina de Baviera. Su esposo le dio en 833 la Abadía de Obermünster en Ratisbona.
Emma es descrita como una mujer de grandes cualidades, con una inusual valentía y un talento desplegados en más de una ocasión. En particular, acaudilló un ejército contra Adelchis de Benevento, cuando este se rebeló contra Luis el Germánico; se dice que Adelchis, asustado por la llegada de la reina, huyó en bote para buscar refugio en Córcega. Sin embargo, en los Anales de San Bertín se le reprocha a Emma por su orgullo, que contrarió al pueblo de Italia.
Con el Tratado de Verdún firmado en 843, se convirtió en reina de Francia Orientalis.
Emma murió el 31 de enero de 876 y fue enterrada en la Abadía de San Emerano, en Ratisbona.
Tuvo varios hijos con Luis:
- Hildegarda (828–856), monja
- Carlomán (830–880), Rey de Baviera entre 876 y 879, y Rey de Italia entre 877 y 879.
- Ermengarda (m. 866), abadesa de Frauenwörth, en Chiemsee, Baviera
- Gisela (c. 833-895), casada con Bertoldo de Suabia
- Luis (835–882), llamado el Joven, Rey de Francia Orientalis de 876 a 882, y Rey de Baviera y Lotaringia desde 879 hasta 882.
- Berta (m. 877), monja
- Carlos III el Gordo (839–888), llamado el Gordo, Emperador carolingio de Occidente de 881 a 887, Rey de Francia Oriental desde 882 hasta 887 y de Francia Occidental de 884 a 887.